# Neothoracaphis sutepensis
Neothoracaphis sutepensis är en insektsart. Neothoracaphis sutepensis ingår i släktet Neothoracaphis och familjen långrörsbladlöss. Inga underarter finns listade i Catalogue of Life.